# Fokas
De heilige Fokas, ook wel Phocas (fl. 300) was een martelaar, de patroonheilige van tuinmannen en zeevaarders. Zijn leven is rond het jaar 400 beschreven door de heilige Asterius van Amaseia. Fokas leefde rond het jaar 300 in Sinope, een stad gelegen in het noorden van het huidige Turkije, aan de zuidkust van de Zwarte Zee. Er bestaat ook een tweede verhaal over 'Fokas': hij zou de bisschop van Sinope zijn geweest en in het jaar 117 zijn omgebracht. Levensbeschrijvingen van christelijke heiligen uit de oudheid en de middeleeuwen, ook wel hagiografieën genoemd, zijn niet geschreven voor de wetenschappelijke betrouwbaarheid, maar om christenen een nastrevenswaardig voorbeeld te geven. Wat hier de waarheid is, en óf er wel een waarheid is, is dan ook niet goed uit te maken.

## De tuinier
Fokas leefde omstreeks 300. Hij was een tuinier die bij de stadspoort woonde. Hij bood onderdak aan reizigers die Sinope bezochten. Op een dag kwamen soldaten van keizer Diocletianus bij hem en vroegen hem waar ze een christen genaamd Fokas konden vinden. Zij moesten hem ter dood brengen. Fokas bood hen gastvrij aan om bij hem de nacht door te brengen; de volgende dag zou hij die christen voor hen aanwijzen. Terwijl de soldaten sliepen, groef Fokas in de nacht een graf in zijn tuin. 's Ochtends vertelde Fokas de soldaten wie die Fokas was: hijzelf. De soldaten wilden hem, omdat hij zo gastvrij was geweest voor hen, niet meer doden, maar hij droeg hen op om te doen waarvoor ze gekomen waren. Fokas werd door de soldaten begraven in het versgegraven graf.

## De bisschop
Fokas leefde in de 1e eeuw en werkte op jonge leeftijd als leerling op een scheepswerf. Volgens de overlevering heeft Fokas vele malen wonderen verricht door in problemen verkerende schepen van de ondergang te redden. Zeelieden in heel Klein-Azië en Noord-Afrika vereerden hem dan ook.
Ondanks zijn opleiding voelde Fokas zich echter tot iets "hogers" geroepen: hij wilde priester worden. Jaren later, inmiddels bisschop van zijn geboortestad, loodste Fokas   het schip der kerk en bemanning veilig langs de gevaarlijke klippen van heidendom en vervolging, tot de Romeinse keizer Trajanus hem in 117 terecht liet stellen.

## Feestdag
Zijn feestdag wordt gevierd op 22 september.